# Clear Lake (Iowa)
Clear Lake è una città degli Stati Uniti d'America, situata nello Stato dell'Iowa e in particolare nella Contea di Cerro Gordo.